# Cheat Codes
Pour les codes de triche dans le jeu vidéo, voir Cheat.
Cheat Codes est un trio de disc jockeys américains de musique électronique formé de Trevor Dahl, Kevin Ford et Matthew Russell. Le groupe s'est formé à Los Angeles.
Le groupe est connu pour le single Sex (2016), qui reprend le refrain de Let's Talk About Sex de Salt-N-Pepa et le single No Promises (2017) en featuring avec Demi Lovato.

## Discographie
- Level 1 (2018)